# 가지야시키역
가지야시키역(일본어: 梶屋敷駅, かじやしきえき)은 일본 니가타현 이토이가와시에 있는 에치고토키메키 철도의 철도역이다.
이토이가와역 ~ 가지아시키 역 사이에는 절연 구간이 있으며, 이 구간은 교류 전철 구간 (이토이가와 방면)과 직류 전철 구간 (가지야시키 방면)의 경계이다.

## 역 구조
2면 3선 구조의 지상역이다. 역사는 단식 승강장 쪽에 있으며, 섬식 승강장과는 구름다리로 이어져 있다.
무인역이다.

### 승강장
| 역사쪽 (단식) | ■ 니혼카이 히스이 라인 | 하행 | 노 · 나오에쓰 방면       |
| 반대쪽 (섬식) | ■ 니혼카이 히스이 라인 | 상행 | 이토이가와 · 도마리 방면 |

## 역세권 정보
- 국도 제8호선

## 역사
- 1912년 12월 16일 - 일본국유철도 신에쓰 선 나다치역 ~ 이토이가와역 구간의 개통과 동시에 개업. 원래는 신에쓰 본선의 종착역이었다.
- 1913년 4월 1일 - 호쿠리쿠 본선 오미역 ~ 이토이가와 역 구간의 개통과 함께, 호쿠리쿠 본선으로 편입되었다.
- 1987년 4월 1일 - 민영화에 따라 서일본 여객철도의 소속이 되었다.
- 2015년 3월 14일 - 호쿠리쿠 신칸센 연장 개통에 따라 에치고토키메키 철도로 소속이 이관되었다.

## 인접역
| 에치고토키메키 철도 ■ 에치고토키메키 철도 니혼카이 히스이 라인 | 에치고토키메키 철도 ■ 에치고토키메키 철도 니혼카이 히스이 라인 | 에치고토키메키 철도 ■ 에치고토키메키 철도 니혼카이 히스이 라인 |
| -------------------------------------------------------------- | -------------------------------------------------------------- | -------------------------------------------------------------- |
| 이토이가와 도마리 방면                                         |                                                                | 우라모토 나오에쓰 방면                                         |